# Gerson (Fußballspieler, 1992)
Gerson, vollständiger Name Gerson Fraga Vieira, (* 10. April 1992 oder 4. Oktober 1992 in Porto Alegre, Brasilien) ist ein brasilianischer Fußballspieler.

## Karriere
Der 1,79 Meter große Defensivakteur Gerson bestritt 2012 für den Oeste Futebol Clube zwei Spiele (kein Tor) in der Paulista A 1. Im selben Jahr wechselte er zu Grêmio FBPA und lief dort viermal (kein Tor) in der Staatsmeisterschaft von Rio Grande do Sul auf. 2014 zog er weiter. Über sein Ziel existieren jedoch unterschiedliche Angaben. Während eine Quelle acht Einsätze und ein erzieltes Tor für Gerson bei Red Bull Brasil in der Paulista A 2 führt, wird andernorts berichtet, er habe in der MLS für die New York Red Bulls gespielt. Zur Apertura 2014 schloss er sich dem uruguayischen Erstligaaufsteiger Club Atlético Atenas an. Bei dem Verein aus San Carlos wurde er in der Saison 2014/15 26-mal (ein Tor) in der Primera División eingesetzt und stieg am Saisonende mit der Mannschaft in die Zweitklassigkeit ab. Daraufhin kehrte er zu Red Bull Brasil zurück und bestritt – jeweils ohne persönlichen Torerfolg – acht Spiele in der Serie D, zwei in der Paulista A 1 und eins in der Copa do Brasil. Anfang Juli 2016 wechselte er zum Mumbai City FC nach Indien. Nach 31 Einsätzen und zwei Jahren zog er weiter zu einer Kurzstation in der japanischen Zweiten Liga, kehrte in die Indian Super League für eine weitere Saison zurück und spielt schließlich seit 2019 in Tansania.